# جمهورية النمسا الألمانية
جمهورية ألمانيا-النمسا (بالألمانية: Republik Deutschösterreich)، هو كيان غير معترف به نشأ بعد الحرب العالمية الأولى كدولة انتقالية تضم المناطق ذات الغالبية الناطقة بالألمانية والمنتمية عرقيًا للألمان داخل أراضي الإمبراطورية النمساوية المجرية السابقة، وذلك تمهيدًا لتحقيق هدف نهائي يتمثل في الاتحاد مع ألمانيا.
بلغت مساحة الأراضي التي طالبت بها الجمهورية نحو 118,311 كيلومترًا مربعًا (ما يعادل 45,680 ميلًا مربعًا)، وكان عدد سكانها حوالي 10.4 ملايين نسمة. لكن على أرض الواقع، كانت سلطة الجمهورية محدودة بالمقاطعات الواقعة على ضفاف نهر الدانوب وفي جبال الألب، والتي كانت تشكّل جوهر تسيزلِتانيا (الجزء الغربي من الإمبراطورية).
العديد من المناطق التي طالبت بها الجمهورية كانت بالفعل تحت إدارة تشيكوسلوفاكيا الجديدة، والتي حظيت باعتراف دولي بوصفها الدولة الشرعية على تلك الأراضي. ومع أن حكومة ألمانيا-النمسا سعت إلى توحيد البلاد مع ألمانيا، فإن معاهدة فرساي حظرت هذا الاتحاد صراحة.
في نهاية المطاف، فشلت محاولات إقامة دولة ألمانيا-النمسا الموحدة، وتم تأسيس دولة جديدة تحت اسم الجمهورية النمساوية الأولى في عام 1920.

## التأسيس
تحت حكم آل هابسبورغ في الإمبراطورية النمساوية المجرية، كان كلمة النمسا الألمانية مصطلحًا غير رسمي لمناطق الإمبراطورية التي يسكنها الألمان النمساويون.
في 12 أكتوبر 1918، التقى الإمبراطور كارل الأول بقادة أكبر الأحزاب الألمانية. أراد القوميون الألمان ملكية دستورية للدول الحرة، وأراد الاشتراكيون المسيحيون الحفاظ على الملكية واتحادًا أمميًا، وأراد الاشتراكيون الديمقراطيون جمهورية إما أن تكون جزءًا من اتحاد دول أو تنضم إلى ألمانيا.
في 16 أكتوبر 1918، نشر الإمبراطور كارل الأول بيانًا عرض فيه تغيير الإمبراطورية النمساوية المجرية إلى اتحاد أممي. جاء هذا بعد فوات الأوان إذ كان التشيك والسلاف الجنوبيون في طريقهم إلى إنشاء دول مستقلة. ومع ذلك، أعطى هذا دفعةً إلى الرايخسرات (البرلمان النمساوي) الممثل للمناطق التي يسكنها الألمان للاجتماع.
مع الانهيار الوشيك للإمبراطورية، اجتمع 208 نائبًا ألمانيًا، كانوا قد انتخبوا في عام 1911 لبرلمان سيسليثانيا، في 21 أكتوبر 1918 وأعلنوا أنفسهم جمعيةً وطنية مؤقتة للنمسا الألمانية، يمثلون الإثنية الألمانية في جميع أراضي سيسليثانيا. انتخب فرانز دينغوفر من الحركة الوطنية الألمانية وجودوك فينك من الحزب الاشتراكي المسيحي، وكارل سايتس من حزب العمال الاشتراكي الديمقراطي كرؤساء للجمعية. ضمت الجمعية ممثلين من بوهيميا ومورافيا وسيليزيا النمساوية الذين رفضوا الخضوع لدولة تشيكوسلوفاكيا الجديدة التي أعلِنت في 28 أكتوبر 1918. أعلنت الجمعية أيضًا أن الشعب الألماني في النمسا عازم على تحديد منظمته السياسية المستقبلية لتشكيل دولة ألمانية نمساوية مستقلة، وتنظيم علاقاتها مع الدول الأخرى من خلال اتفاقيات حرة معها. في 25 أكتوبر، دعت الجمعية المؤقتة جميع الدول المأهولة بالألمان لتشكيل جمعيات مؤقتة خاصة بهم.
أنشأت الجمعية الوطنية المؤقتة خلال اجتماعها الثاني في 30 أكتوبر المؤسسات الأساسية للدولة الجديدة. تولت الجمعية الوطنية المؤقتة السلطة التشريعية بينما فُوضت السلطة التنفيذية لمجلس الدولة النمساوي الألماني المنشأ حديثًا.
في 11 نوفمبر 1918، تنازل الإمبراطور كارل الأول عن كل شيء ما عدا الاسم، بالتخلي عن حقه في المشاركة في شؤون الدولة النمساوية.
في اليوم التالي، 12 نوفمبر، أعلنت الجمعية الوطنية رسميًا النمسا الألمانية جمهورية وسمت الاشتراكي الديمقراطي كارل رينر مستشارًا مؤقتًا. وفي ذات اليوم، صاغ دستورًا مؤقتًا ينص على أن النمسا الألمانية جمهورية ديمقراطية (المادة 1) والنمسا الألمانية جزء لا يتجزأ من الجمهورية الألمانية (المادة 2). عكس الحكم الأخير وجهة نظر النواب الذين شعروا أن النمسا ستفقد الكثير من الأراضي في أي تسوية سلمية لدرجة أنها لن تكون قابلة للحياة اقتصاديًا وسياسيًا كدولة منفصلة، وكان المسار الوحيد هو الاتحاد مع ألمانيا. وقد فُرض ذلك بعد رفض المجر بيع الحبوب وتشيكوسلوفاكيا بيع الفحم إلى النمسا الألمانية.
مع انهيار الإمبراطورية وإعلان وقف إطلاق النار، سعت الجمعية المؤقتة إلى إحباط الثورة الاشتراكية من خلال تنظيم حكومة ائتلافية بقيادة الأقلية الاشتراكية الديمقراطية. أصبح كارل رينر المستشار وأصبح فيكتور أدلر وزيرًا للخارجية. اختار الاشتراكيون الديمقراطيون مجالس الجنود والعمال التي أنشِئت حديثًا واستخدموا سيطرتهم على النقابات العمالية لتنفيذ السياسات الاجتماعية التي أعاقت قبول الاشتراكيين.